# Cormobionta
Cormofitele (Subregnul Cormobionta; = [Tracheobionta], [Tracheophyta]) sunt un subregn de plante, considerate a fi cele mai evoluate. Ele sunt plante vasculare și datează din Silurian deci de aproximativ 450 milioane de ani.

## Caracterele generale ale subregnului Cormobionta
- Plante vasculare
- Sporofitul dominant
- Prezența unui sistem de țesuturi conducătoare
- Existența organelor specializate
  - Organe specializate pentru fixare
  - Organe specializate pentru absorbție
  - Organe specializate pentru conducere
  - Organe specializate pentru fotosinteză
- Prezența cuticulei
- Prezența stomatelor
- Prezența semințelor și fructelor (la unele dintre ele)

## Cladogramă
Cladogramă conform Catalogue of Life:
| Tracheophyta | \| \| Cycadopsida \| \| \| \| \| \| Equisetopsida \| \| \| \| \| \| Ginkgoopsida \| \| \| \| \| \| Gnetopsida \| \| \| \| \| \| Liliopsida \| \| \| \| \| \| Lycopodiopsida \| \| \| \| \| \| Magnoliopsida \| \| \| \| \| \| Marattiopsida \| \| \| \| \| \| Pinopsida \| \| \| \| \| \| Polypodiopsida \| \| \| \| \| \| Psilotopsida \| \| \| \| |
|              | \| \| Cycadopsida \| \| \| \| \| \| Equisetopsida \| \| \| \| \| \| Ginkgoopsida \| \| \| \| \| \| Gnetopsida \| \| \| \| \| \| Liliopsida \| \| \| \| \| \| Lycopodiopsida \| \| \| \| \| \| Magnoliopsida \| \| \| \| \| \| Marattiopsida \| \| \| \| \| \| Pinopsida \| \| \| \| \| \| Polypodiopsida \| \| \| \| \| \| Psilotopsida \| \| \| \| |
|              | Bryophyta |
|              | |
|              | Cycadopsida |
|              | |
|              | Equisetopsida |
|              | |
|              | Ginkgoopsida |
|              | |
|              | Gnetopsida |
|              | |
|              | Liliopsida |
|              | |
|              | Lycopodiopsida |
|              | |
|              | Magnoliopsida |
|              | |
|              | Marattiopsida |
|              | |
|              | Pinopsida |
|              | |
|              | Polypodiopsida |
|              | |
|              | Psilotopsida |
|              | |

|  | Cycadopsida    |
|  |                |
|  | Equisetopsida  |
|  |                |
|  | Ginkgoopsida   |
|  |                |
|  | Gnetopsida     |
|  |                |
|  | Liliopsida     |
|  |                |
|  | Lycopodiopsida |
|  |                |
|  | Magnoliopsida  |
|  |                |
|  | Marattiopsida  |
|  |                |
|  | Pinopsida      |
|  |                |
|  | Polypodiopsida |
|  |                |
|  | Psilotopsida   |
|  |                |